# Hendrik Willem Mesdag
Hendrik Willem Mesdag (Groninga, 23 de fevereiro de 1831 – Haia, 10 de julho de 1915) foi um pintor marítimo neerlandês.

## Vida
Estudou em Bruxelas com Willem Roelofs e em 1868 mudou-se para Haia para pintar o mar. Em 1870 expôs no Salão de Paris e ganhou a medalha de ouro por The Breakers of the North Sea.
Em 1880, ele recebeu uma encomenda de uma empresa belga para pintar um panorama com vista sobre a vila de Scheveningen, na costa do Mar do Norte, perto de Haia. Com a ajuda de Sina e alunos, ele completou a enorme pintura, Panorama Mesdag, — 14 m de altura e 120 m de volta — em 1881. No entanto, a moda dos panoramas estava chegando ao fim, e quando a empresa que o operava faliu em 1886, Mesdag comprou a pintura em leilão e, posteriormente, financiou suas perdas operacionais do próprio bolso.

Ele se juntou à sociedade de arte de Haia (Pulchri Studio) e em 1889 foi eleito presidente. Em 1903 ele deu sua casa em Laan van Meerdervoort e sua coleção de pinturas para a Holanda; a casa é agora o Museu Mesdag.